# 晴遊閣大和屋ホテル
晴遊閣 大和屋ホテル（せいゆうかく やまとやホテル）とは神奈川県箱根町の堂ヶ島温泉にある旅館である。
建物が早川渓谷へと下った谷底にあるため、専用ロープウェイで移動する。
松本清張、山下清が滞在したり、スティーヴィー・ワンダーが入浴に訪れた。
2007年11月のサントリー「ボス」のCMに登場しているが、トミー・リー・ジョーンズは来所せず、CG合成した。
2013年8月末日をもって、営業を終了した。公式ウェブサイトにはリノベーション後に営業再開の可能性ありとの記述があった。